# إسكتلندا نيك (كارولاينا الشمالية)
اسكتلندا نيك (بالإنجليزية: Scotland Neck town, North Carolina)‏ هي بلدة تقع بولاية كارولاينا الشمالية في الولايات المتحدة. تبلغ مساحتها 3.08 كم2، وترتفع عن سطح البحر 30 م، بلغ عدد سكانها 2,059 نسمة في عام 2010 حسب إحصاء مكتب تعداد الولايات المتحدة وتصل الكثافة السكانية فيها 668.5 نسمة لكل كيلومتر مربع (1,731.4/ميل2).

## التركيبة السكانية
حدّد مكتب تعداد الولايات المتحدة بيانات التركيبة السكانية لاسكتلندا نيك في تعداد الولايات المتحدة. في ما يلي، التركيبة السكانية حسب تعدادي 2000 و2010.

### تعداد عام 2000
بلغ عدد سكان اسكتلندا نيك 2,362 نسمة بحسب تعداد عام 2000، وبلغ عدد الأسر 987 أسرة وعدد العائلات 612 عائلة مقيمة في البلدة. في حين سجلت الكثافة السكانية 766.9 نسمة لكل كيلومتر مربع (1,986.3/ميل2). وبلغ عدد الوحدات السكنية 1,097 وحدة بمتوسط كثافة قدره 356.2 لكل كيلومتر مربع (922.6/ميل2).
وتوزع التركيب العرقي للبلدة بنسبة 29.85% من البيض و68.04% من الأمريكيين الأفارقة و0.17% من الأمريكيين الأصليين و1.10% من الأعراق الأخرى و0.85% من عرقين مختلطين أو أكثر و2.07% من الهسبانيون أو اللاتينيون من أي عرق.
بلغ عدد الأسر 987 أسرة كانت نسبة 31.5% منها لديها أطفال تحت سن الثامنة عشر تعيش معهم، وبلغت نسبة الأزواج القاطنين مع بعضهم البعض 31.4% من أصل المجموع الكلي للأسر، ونسبة 24.4% من الأسر كان لديها معيلات من الإناث دون وجود شريك،  بينما كانت نسبة 6.2% من الأسر لديها معيلون من الذكور دون وجود شريكة وكانت نسبة 38% من غير العائلات. تألفت نسبة 35.9% من أصل جميع الأسر من عدة أفراد يعيشون في نفس المنزل ونسبة 17.9% كانت تتألف من شخص يعيش بمفرده يبلغ من العمر 65 عاماً أو أكثر. وبلغ متوسط حجم الأسرة المعيشية 2.39، أما متوسط حجم العائلات فبلغ 3.11.
بلغ العمر الوسطي للسكان 39.1 عاماً. وكانت نسبة 27.1% من القاطنين تحت سن الثامنة عشر، وكانت نسبة 8.1% بين الثامنة عشر والرابعة والعشرين عاماً، ونسبة 23.3% كانت واقعةً في الفئة العمرية ما بين الخامسة والعشرين والرابعة والأربعين عاماً، ونسبة 21.7% كانت ما بين الخامسة والأربعين والرابعة والستين، ونسبة 19.8% كانت ضمن فئة الخامسة والستين عاماً فما فوق. يوجد لكل 100 أنثى 81.1 ذكر، ويوجد لكل 100 أنثى في الثامنة عشر من عمرها فما فوق 71.6 ذكر.
بلغ متوسط دخل الأسرة في البلدة 21,094 دولارًا، أما متوسط دخل العائلة فبلغ 27,115 دولارًا. وكان متوسط دخل الذكور 24,519 دولارًا مقابل 17,328 دولارًا للإناث. وسجل دخل الفرد الخاص بالبلدة 12,982 دولارًا. وكانت نسبة 24.4% من العائلات ونسبة 31.9% من السكان تحت خط الفقر، وكان من هؤلاء نسبة 43.2% تحت سن الثامنة عشر ونسبة 28.2% في الخامسة والستين من العمر وما فوق.

### تعداد عام 2010
بلغ عدد سكان اسكتلندا نيك 2,059 نسمة بحسب تعداد عام 2010، وبلغ عدد الأسر 901 أسرة وعدد العائلات 502 عائلة مقيمة في البلدة. في حين سجلت الكثافة السكانية 668.5 نسمة لكل كيلومتر مربع (1,731.4/ميل2). وبلغ عدد الوحدات السكنية 1,085 وحدة بمتوسط كثافة قدره 352.3 لكل كيلومتر مربع (912.5/ميل2).
وتوزع التركيب العرقي للبلدة بنسبة 30.84% من البيض و68.29% من الأمريكيين الأفارقة و0.15% من الأمريكيين ذوي الأصول الآسيوية و0.53% من الأعراق الأخرى و0.19% من عرقين مختلطين أو أكثر و1.55% من الهسبانيون أو اللاتينيون من أي عرق.
بلغ عدد الأسر 901 أسرة كانت نسبة 24.4% منها لديها أطفال تحت سن الثامنة عشر تعيش معهم، وبلغت نسبة الأزواج القاطنين مع بعضهم البعض 26.4% من أصل المجموع الكلي للأسر، ونسبة 23% من الأسر كان لديها معيلات من الإناث دون وجود شريك،  بينما كانت نسبة 6.3% من الأسر لديها معيلون من الذكور دون وجود شريكة وكانت نسبة 44.3% من غير العائلات. تألفت نسبة 40.6% من أصل جميع الأسر من عدة أفراد يعيشون في نفس المنزل ونسبة 18.8% كانت تتألف من شخص يعيش بمفرده يبلغ من العمر 65 عاماً أو أكثر. وبلغ متوسط حجم الأسرة المعيشية 2.22، أما متوسط حجم العائلات فبلغ 3.00.
بلغ العمر الوسطي للسكان 47.3 عاماً. وكانت نسبة 20% من القاطنين تحت سن الثامنة عشر، وكانت نسبة 8.5% بين الثامنة عشر والرابعة والعشرين عاماً، ونسبة 19.1% كانت واقعةً في الفئة العمرية ما بين الخامسة والعشرين والرابعة والأربعين عاماً، ونسبة 29.1% كانت ما بين الخامسة والأربعين والرابعة والستين، ونسبة 23.3% كانت ضمن فئة الخامسة والستين عاماً فما فوق. وتوزع التركيب الجنسي للسكان بنسبة 46.1% ذكور و53.9% إناث.

## وصلات خارجية
- الموقع الرسمي